# هاورد تايلر
هاورد تايلر (بالإنجليزية: Howard Tayler)‏ (29 فبراير 1968، فلوريدا في الولايات المتحدة)؛ رسام كارتون، كاتب وروائي أمريكي. درس في جامعة بريغام يونغ.